# Jan Arnošt z Thun-Hohensteinu
Jan Arnošt hrabě z Thunu a Hohenštejna (německy Johann Ernst Graf von Thun und Hohenstein, 3. července 1643, Praha – 20. dubna 1709, Salcburk) byl v letech 1679 až 1687 biskupem sekavským a od roku 1687 až do své smrti knížetem-arcibiskupem salcburským.

## Život

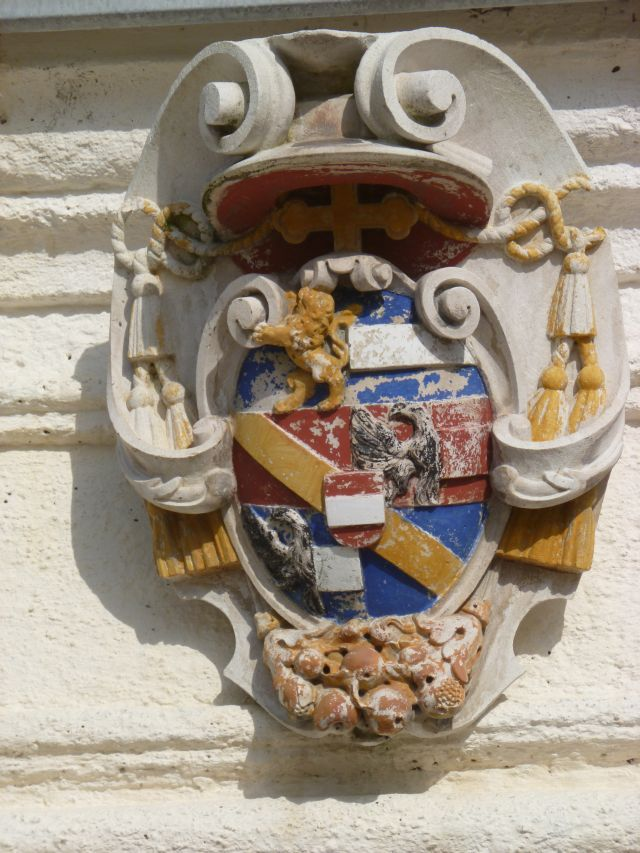
Michal Bernard Mandel: Arcibiskupův erb na hradě Haunsberg v Rakousku

Narodil se v Praze jako syn hraběte Jana Zikmunda z české linie rodu Thun-Hohensteinů, šlechtického rodu původem z Jižního Tyrolska, roku 1629 povýšené do stavu říšských hrabat (Reichsgrafen) a jeho třetí manželky Markéty Anny rozené hraběnky z Oettingenu-Baldernu. Jeho starší nevlastní bratr Guidobald byl v letech 1654 až 1668 salcburským arcibiskupem.
Po studiích vykonal Jan Arnošt kavalírskou cestu po Itálii, Francii, Nizozemsku, Anglii, Španělsku a navštívil dokonce Afriku.
Jan Arnošt z Thunu byl vysvěcen na kněze v roce 1677. 29. prosince 1679 byl jmenován biskupem sekavským ve Štýrsku a následujícího roku konsekroval salcburského arcibiskupa Maxe Gandolfa z Kuenburgu. Jan Arnošt Thun převzal Kuenburgův úřad po svém zvolení 30. června 1687, kdy obdržel kníže-arcibiskupské důstojenství.
Arcibiskup byl znám především jako podporovatel architekta Johanna Bernharda Fischera z Erlachu, nejvýznamnějšího představitele rakouské barokní chrámové architektury, a sochaře Michala Bernarda Mandela. Thun dal nákladně přestavět salcburskou rezidenci na zámek Mirabell, kolegiátní kostel Nanebevzetí P. Marie, kostel Nejsvětější Trojice, kostel sv. Ondřeje, zámek Klessheim a upravil hrad Haunsberg nedaleko Salcburku.
Během svého úřadování naopak projevoval otevřené antipatie vůči italským umělcům a trendům, tolik napodobovaných mnoha německými panovníky té doby. Po svém nástupu do úřadu např. zastavil práce na kostele prováděné italskými theatiny a odmítl zaplatit italským řemeslníkům, což mělo za následek vleklé soudní spory. Thun, podporován papežem Inocencem XII., nakonec vyšel vítězně ze sporu s kapitulou salcburské katedrály a sousedními biskupstvími Chiemsee a Pasovem.
V roce 1697 zavedl povinnost všech absolventů Salcburské univerzity složit přísahu při Neposkvrněném početí. Byl tvrdým pronásledovatelem krypto-protestantismu v Salcburském knížectví. Tato nařízení později ještě zpřísnil jeho nástupce a synovec Leopold Antonín z Firmianu. Na druhou stranu kníže Thun podporoval čelné představitele Braunauského parlamentu během Bavorského povstání proti okupačním silám habsburského císaře Josefa I.
V roce 1701 inicioval založení řádu sv. Ruperta k poctě světce-patrona Salcburského opatství a následně z vlastních zdrojů štědře dotoval jeho provoz. Prvním komturem řádu jmenoval svého teprve sedmiletého synovce Jana Arnošt Josefa, ten však již po několika měsících odstoupil a později se věnoval vědě.
Kníže-arcibiskup Jan Arnošt z Thunu a Hohenštejna byl pochován v salcburské katedrále. Podle jeho přání byl jeho mozek uložen v univerzitní kapli, jeho útroby (symbolizující slitování) byly uloženy ve špitálním kostele a jeho srdce pohřbeno ve jeho oblíbeném kostele svaté Trojice.